# Fort artyleryjski
Fort artyleryjski - przeznaczony dla artylerii obrony bliskiej i dalekiej oraz dla piechoty.
- Fort artyleryjski jednowałowy - z jednym wałem, przeznaczony dla wszystkich trzech elementów obrony.
- Fort artyleryjski dwuwałowy - z wałem przednim, dolnym, ze stanowiskami dla artylerii obrony bliskiej i dla piechoty, oraz tylnym, górnym, dla artylerii obrony dalekiej.

Przykładami fortów artyleryjskich są niektóre obiekty wchodzące w skład pierścienia twierdz w Krakowie, Poznaniu, Toruniu czy Moguncji.